# 윤병주
윤병주(1971년 2월 3일 ~ )는 대한민국의 음악가이자, 록 밴드 로다운 30의 기타리스트이다.

## 경력
1992년 밴드 노이즈가든을 결성, 1999년까지 두 장의 앨범을 발표했고 1996년에 내놓은 1집 <Noizegarden>은 대한민국 음악사의 100대 명반 중 하나로 선정되었다. 2002년부터 3인조 록 밴드 로다운 30을 결성하여 활동하며 리드싱어를 겸하고 있고, 2008년에 첫 앨범 JAIRA 발표. 2012년의 두번째 앨범 <1>은 그 해의 베스트 앨범 가운데 하나로 각종 매체에서 선정된 바 있으며 2013년에는 세계최대의 문화축제인 미국의 SXSW(사우스바이사우스웨스트)에 한국 대표로 참여하기도 했다.
그 외 에로디(LOD), 정태경과 제이브라더스(J-Brothers), 그리고 윤병주와 지인들 등의 프로젝트 밴드에서도 활동중이다.

## 발표 앨범

### 노이즈가든 (Noizegarden)
- Noizegarden (1996) 1집 앨범
- ...But Not Least (1999) 2집 앨범
- Deluxe Remastered Edition (2014) 20주년 기념 딜럭스 에디션  - 1집 + 2집 + 94 Demo 외 각종 컴필레이션 수록곡

### 로다운 30 (Lowdown 30)
- JAIRA (2008) 1집 앨범
- Another Side Of Jaira (2010) EP
- 아스팔트 (featuring 주석, 2011) 디지털 싱글
- 서울의밤 (Sion Mix, 2012) 디지털 싱글
- 1 (2012) 2집 앨범
- 너무긴여행 (featuring 조원선, 2013) 디지털 싱글
- 더뜨겁게 (featuring 김오키, 2015)  디지털 싱글
- 인수김블루스 (2016)  디지털 싱글
- 그땐왜 (2017) 디지털 싱글
- B (2017) 3집 앨범
- 반나절이지나도 (featuring 라이언클래드, 2020) 디지털 싱글

### 윤병주와 지인들 (BJ Yoon Evil Force)
- 거리 (featuring 이정선, 20200222) 디지털 싱글
- 우연히 (featuring 이정선, 20200322) 디지털 싱글

### 제이브라더스 (J-Brothers)
- No Blues, No Life (2016) 1집 앨범

### 컴필레이션 (Compilations)
- 1st Tomboy Rock Contest (1994) - 노이즈가든 "Rain Of Compromise", "타협의비"
- Am I Metallica?: A Tribute To Metallica (1997) - 노이즈가든 "Ride The Lightning"
- Open The Door Vol. 1 (1999) - 노이즈가든 "혹성탈출 (트랜지스터헤드 믹스)"
- 인디파워 1999 (1999) - 노이즈가든 "제2의고향"
- 가위 OST (2000) - 노이즈가든 "다시어둠이"
- Artist (2002) - 제이브라더스(J-Bros) "화류생활"
- New Attack 2002 (2002) - 제이브라더스 "아빠의청춘"
- Seoul Seoul Seoul (2012) - 로다운 30 "서울의밤 (Sion Mix)"
- 블루스더, Blues (2012) - 로다운 30 "한마디만해줘요"

### 참여앨범/싱글 (Credits)
- Turbo <Turbo> (1994) - 수록곡 "Turbo" 기타솔로
- Man To Man <Man To Man> (1994) - 수록곡 "얘기 할 수 없어요" 기타솔로
- 언니네이발관 <비둘기는 하늘의 쥐> (1996) - 앨범 프로듀서, 수록곡 "동경" 기타솔로
- Sadhu <The Trend Of Public Opinion...> (1997) - 수록곡 "Self Suggestion", "No Equality" 작사
- 델리스파이스 <델리의 집으로 오세요> (1999) - 수록곡 "하이에나", "회상 (Allstar Version)" 기타
- <techno@kr> (컴필레이션/1999) - Fractal feat. 윤병주 "Format Your Brain" 기타
- 코스모스 <Standard> (2000) - 앨범 프로듀서, 수록곡 "Starless Man" 기타솔로
- Joosuc <Beatz 4 Da Streetz> (2001) - 수록곡 "Beatz 4 Da Streetz" 기타
- 코스모스 <Hanei Sky> (2009) - 수록곡 "Hanei Sky", "두번째 아침", "낙엽" 기타
- 미미시스터즈 <미안하지만... 이건 전설이 될 거야> EP (2011) - 수록곡 "대답해주오" 작사/작곡/기타 w/ 로다운 30
- 다이나믹듀오 <Digilog 2/2> (2012) - 수록곡 "혹으로알아 (Innocent Prisoner)" 작곡/기타 w/ 로다운 30
- 한음파 "Vampire Love Song" 디지털 싱글 (2012) - 프로듀서
- 한음파 <Kiss From The Mystic> (2012) - 앨범 프로듀서, 수록곡 "안개여인의 키스" 기타
- 제이통 <모히칸과 맨발> (2012) - 수록곡 "구구가가" 편곡/기타 w/ 로다운 30
- 오지은 <3> (2013) - 수록곡 "Curse Song" 기타
- 제이통 <이정훈>  (2015)  -  수록곡 "갈",  "찌찌뽕"  편곡/기타
- 바세린 Vassline <Memoirs Of The War> (2017) - 수록곡 "Crane" 기타솔로
- 제이통(JTONG) feat. 로다운 30(Lowdown 30) (2018) "Pinecone Rock" - 작곡/편곡/기타
- 더보울스 The Bowls <If We Live Without Romance> (2019) - 수록곡 "Standard" 기타솔로
- 제이통(JTONG) feat. 로다운 30(Lowdown 30) (2019) "오 직 직 진" - 작곡/편곡/기타
- <A TRIBUTE TO BLACK HOLE [블랙홀 30주년 기념 헌정앨범]> (컴필레이션/2019) - 수록곡 언체인드 "아~이~야" 기타솔로

## 인터뷰
- [뉴욕씨를 만나다] ENWD 3-012 한국 음악계의 타노스, 기타리스트 윤병주님 https://enwd.net/2022/06/25/한국-음악계의-타노스-윤병주님/